# Osiedle Niepodległości (Bydgoszcz)
Osiedle Niepodległości – osiedle w Bydgoszczy leżące w Dzielnicy Wschodniej, stanowiące część tzw. Nowego Fordonu. Sąsiaduje z osiedlami: Tatrzańskim, Zofin, Mariampol i Nad Wisłą.
Granice osiedla stanowią od zachodu - ul. Pelplińska, od południa - ul. Orląt Lwowskich, od wschodu - ul. Andersa oraz linia będąca jej przedłużeniem w kierunku północnym, a od północy linia będąca przedłużeniem ul. Kotarbińskiego w kierunku wschodnim.
Osiedle w większości stanowią bloki wielorodzinne.

## Historia i nazwa
Tereny osiedla zostały przyłączone do Bydgoszczy między 1973 a 1977 r. Osiedle jest najmłodszym w Fordonie. Pierwszy blok przy ul. Wyzwolenia oddano dla potrzeb mieszkańców w czerwcu 1990 roku.
Nazwa pochodzi od patronów ulic, którzy byli związani z walką o odzyskanie lub utrzymanie niepodległości Polski: gen. Władysław Anders, gen. Józef Haller, Orlęta Lwowskie, organizacja Gryf Pomorski. Jedna z głównych ulic osiedla nosi nazwę „Wyzwolenia”.

## Komunikacja
Przez Osiedle Niepodległości przejeżdżają następujące linie komunikacji miejskiej:
Autobusowe dzienne:
- 65 Dworzec Leśne – Nad Wisłą (w oznaczonych kursach Łoskoń)
- 69 Błonie – Tatrzańskie
- 74 Tatrzańskie – Wyścigowa
- 81 Tatrzańskie – IKEA (w oznaczonych kursach trasa wydłużona do Tor Regatowy lub Przemysłowej) (w oznaczonych kursach skrócona do Centrum Onkologii)
- 82 Zamczysko – Tatrzańskie
- 83 Tatrzańskie – Czyżkówko
- 89 Błonie – Tatrzańskie

Autobusowe dzienne międzygminne:
- 40 Niepodległości - Ostromecko

Tramwajowe:
- 3 Wilczak – Łoskoń
- 5 Rycerska – Łoskoń
- 7  Kapuściska – Łoskoń
- 10 Las Gdański – Niepodległości
- 11 Bielawy - Niepodległości

Autobusowa nocna:
- 32N Dworzec Błonie – Tatrzańskie  (w oznaczonych kursach do Łoskoń/Zajezdnia)

Przez osiedle przebiega droga wojewódzka nr 256.